# زغی
زغی (زُغَی) منطقه‌ای است گردشگری از توابع شهرستان خصب در شبه‌جزیره و استان مسندم در کشور پادشاهی عمان است، ویکی از (نقاط دیدنی سلطنت عمان) به‌شمار می‌آید.
این مکان در قلهٔ کوه مسندم در رشتهٔ زنجیره کوه حجر در منطقه رؤوس الجبال مسندم قراردارد.
منطقه ایست بسیار عالی و جالب و دیدنی در ارتفاعات سلسلهٔ کوه حجر، مخصوصاً برای آرامش واستجمام، این مکان در ارتفاع ۱۳۰۰ متری منطقهٔ (رؤوس الجبال) واقع شده‌است، ودارای أماکن آسایش وخواب وپذیرایی می‌باشد. امکانات فراوانی نیز برای بازدیدکنندگان وگردشگران وزایرین در نظر گرفته شده‌است.